# Терезе
Терезе́ (карач.-балк. Терезе) — село в Малокарачаевском районе Карачаево-Черкесской Республики. 
Образует муниципальное образование Терезинское сельское поселение, как единственный населённый пункт в его составе.

## География
Село расположено по обоим берегам реки Подкумок, первое поселение от истока. Находится в 5 км к западу от районного центра — села Учкекен и в 65 км к юго-востоку от города Черкесск.

## История
Селение было основано в 1921 году, когда первые 10 переселенческих семей переселились из высокогорных аулов — Хурзук, Карт-Джурт и Учкулан, и осели чуть выше аула Старо-Абуковский. 

## Население
| 1979  | 2002  | 2010  | 2012  | 2013  | 2014  | 2015  |
| ----- | ----- | ----- | ----- | ----- | ----- | ----- |
| 4372  | ↗6307 | ↗7059 | ↗7165 | ↗7194 | ↗7223 | ↗7259 |
| 2016  | 2017  | 2018  | 2019  | 2020  | 2021  | 2023  |
| ↘7253 | ↘7220 | ↘7212 | ↘7205 | ↘7162 | ↘6610 | ↘6516 |
| 2024  | 2025  |       |       |       |       |       |
| ↘6512 | ↘6462 |       |       |       |       |       |